# Ткачук Тарас Михайлович
Тарас Михайлович Ткачук (нар. 6 лютого 1960, Львів) — український історик, археолог, культуролог, дослідник трипільської орнаментики, кандидат історичних наук (1996). Член Європейської асоціації археологів.

## Життєпис
Тарас Ткачук народився 6 лютого 1960 року в місті Львові.
Закінчив історичний факультет Київського державного університету імені Тараса Шевченка (1987), аспірантуру Інституту археології НАН України (1995). Працював старшим лаборантом Інституті археології НАН України (1985—1992), від 1996 — завідувач відділу археології національного заповідника «Давній Галич».
Засновник громадської організації «Галицьке наукове історико-культурне товариство».

### Наукова діяльність
У 1996 році захистив кандидатську дисертацію на тему «Орнаментація мальованого посуду культури Трипілля-Кукутені як знакові системи».
Учасник археологічних досліджень, зокрема на трипільських поселеннях, серед яких: Бернашівка, Бодаки, Майданецьке, Одаїв, Тальянки, печера Вертеба та інші. Протягом 1999—2002 років вивчав багатошарове поселення Більшівці, яке розташоване в урочищі Кути. У складі експедиції Національного заповідника «Давній Галич» досліджує трипільські поселення. У липні 2022 року був керівником експедиції, яка між селами Залуква та Крилос під час розкопок виявила кераміку та інші предмети побуту періоду Раннього Трипілля (середина V тис. до н. е.).
У 2003—2004 роках був стипендіатом програми імені Фулбрайта (куратор Іен Годдер). Під час навчання в США вивчав доісторичну індіанську культуру Анасазі.
Сфера наукових інтересів — археологія нео-енеоліту Південно-Західної Європи, семіотика, філософія і методологія науки.

## Доробок
Автор 70 статей.
Монографії:
- «Орнаментація мальованого посуду трипільсько-кукутенської спільності як знакові системи (етапи βІІ–СІІ–γІІ)» (1996),
- «Знакові системи трипільсько-кукутенської культурно-історичної спільності (мальований посуд етапів βІІ–СІІ–γІІ)» (2005),[18]
- «Семіотичний аналіз трипільсько-кукутенських знакових систем (мальований посуд)» (2005, у співавторстві з Ярославом Мельником).[19]

Книжки:
- «Галицькі керамічні плитки із рельєфними зображеннями та гончарні клейма. Каталог» (1997)[20],
- «Знакові системи трипільсько-кукутенської культурно-історичної спільності (мальований посуд; 2005, Ч. 1.)»[21]
- «Знакові системи трипільсько-кукутенської культурно-історичної спільності (мальований посуд; 2005, Ч. 2., у співавторстві)»[22]
- «Bilcze Złote. Materials of the Tripolye culture from the Werteba and the Ogród sites» (2013, у співавторстві)[23][24]
- «Biały Potok. Materiały z badań Józefa Kostrzewskiego na Podolu» (2016, у співавторстві)[25],
- «Багатошарове поселення Більшівці (ур. Кути) на Верхньому Подністров'ї. Збори П. Перекліти. Дослідження 1999 р.» T. 1. (1999, у співавторстві)[26], Т. 2. (2018, у співавторстві)[27], Ч. 3. (2020, у співавторстві)[28].
- «Багатошарове поселення Більшівці (ур. Кути) на Верхньому Подністров'ї (дослідження 2002, 2005 рр)» (2022)[29]
- «Багатошарове поселення Більшівці (ур. Кути) на Верхньому Подністров'ї. Дослідження 2006 року» (2023)[30]